# Ямато (равнина)
Ямато (яп. 大和平野 ямато-хэйя, «равнина Ямато»), также равнина Нара, в японской литературе обычно Нарская впадина (яп. 奈良盆地 нара-бонти) или впадина Ямато (яп. 大和盆地 ямато-бонти) — равнина в Японии, расположенная в центральной части острова Хонсю, в префектуре Нара. Равнина является местом зарождения древнеяпонского государства Ямато.
Ямато лежит в тектонической впадине, образованной процессами складчатости и движением коры вдоль разломов. Её протяжённость с севера на юг составляет 30 км, а с запада на восток — 10-15 км, общая площадь — около 300-770 км². Она лежит на высоте 40-80 м над уровнем моря (средняя высота — 60 м).
На востоке впадина ограничена нагорьем Касаги (яп. 笠置山地, плато Ямато) высотой 400—600 м, на западе — хребтами Икома (яп. 生駒山地) высотой до 642 м и Конго (яп. 金剛山地) высотой до 1112 м, отделяющие её от Осакской равнины. На юге она доходит до нагорья Рюмон (яп. 竜門山地) высотой 500—800 м, а на севере холмы высотой до 200 м отделяют её от Киотской впадины. Площадь равнины занимает около 8 % территории префектуры. Через ущелье Хасе на востоке на равнину попадает река Ямато, которая протекает через её центральную часть и покидает впадину через ущелье Каменосе на западе.
На равнине лето жаркое и влажное, а зима — холодная по сравнению с Осакой и Киото. Среднегодовая температура составляет около 14 °C, среднегодовая норма осадков — 1325—1333,2 мм.
В Ямато расположена столица префектуры — Нара, а также города Касихара, Яматокорияма, Тэнри, Яматотакада, Сакураи и Госе.
До эпохи Мэйдзи кроме риса распространённой культурой на равнине являлся хлопок. Сегодня в основном там выращивают рис, арбузы и персики.
Впадина сложена легко выветривающимся гранитом. Она образовалась в результате сжимания коры в северно-южном направлении с позднего плиоцена по плейстоцен. Около 10 млн лет назад началось поднятие коры по разлому (взбросу), проходящему по Нарской и Киотской впадинам (奈良盆地東縁断層帯 или 京都盆地−奈良盆地断層帯南部), которое продолжается и сейчас со скоростью 0,5 м/1000 лет. На западе другой разлом привёл к образованию хребтов Икома и Конго. Мощность осадочных пород увеличивается в восточном направлении, достигая около 600 м на восточном краю впадины. Под аллювиальной равниной лежит сложенный песком и гравием водоносный горизонт толщиной в 150—200 м.
Уже в древности на равнине существовали поселения. Земли на равнине хорошо подходили для поливного рисоводства, а окружающие холмы в некоторой степени защищали местных жителей от нападений. Торговые контакты с другими регионами осуществлялись по руслам рек и перевалам.
С середины III по середину IV века н. э. на равнине Ямато сформировались первые японские политические образования — т. н. «общины-государства», «политии» или «дворы». Существует два крупных скопления древних курганов в этом районе, указывающих на некий центр власти — одно находится в Макимуку, у подножья горы Мива на юго-востоке равнины, другое — в Саки (Сахо) на северо-западе. Государственное образование Мива было крупнее и более развитым; в том числе, оно было активно вовлечено в торговлю с другими регионами Японии. Предположительно, в начале IV в. общины региона были объединены в федерацию правителем Каму-ямато-иварэ-бико (Дзимму, 301—316 г.), чьё дело продолжил Мимаки (Судзин, 324—331). Его сын (Икумэ, посмертное имя — Суйнин) взял в жёны Сахо-бимэ из района Сахо. В начале его правления Сахо-бико, младший брат Сахо-бимэ, поднял мятеж, желая захватить власть в Мива и править там вместе с сестрой. Сахо-бимэ сообщила мужу о намерении брата, после чего войско Икумэ разбило людей Сахо-бико, а он сам вместе с сестрой погиб в пожаре. После гибели жены Икумэ взял в жёны её племянниц из района Танива, укрепив связи с северными соседями. В середине IV века центр власти постепенно начал перемещаться из Мива (со святилищем Омива) в Саки, к святилищу Исоноками, где он оставался до конца столетия.
После некоторого перерыва, когда власть в центральной Японии сосредоточилась в соседнем регионе Кавати (ныне Осака), в VI веке двор правителей вернулся в Ямато, в долину Асука на юго-востоке равнины. Этот период японской истории также назван периодом Асука. В это время сформировалось первое централизованное государство Японии, были восстановлены отношения с Китаем и начал распространяться буддизм.